# San Diego Gauchos
El San Diego Gauchos fue un equipo de fútbol de los Estados Unidos que alguna vez jugó en la USL Premier Development League, la cuarta liga de fútbol en importancia en el país.

## Historia
Fue fundado en 2002 en la ciudad de San Diego, California y ese mismo año se unió a la USL D-3 Pro League como un equipo de expansión. En esa temporada no solo lograron clasificar a los playoffs, sino que también jugaron en la US Open Cup, eliminados en la segunda ronda por el Utah Blitzz.
Luego de una mala temporada en el 2003, en 2004 lograron clasificar a los playoffs por segunda ocasión, donde al final fueron eliminados por el Southern California Seahorses. También clasificaron a la US Open Cup, donde lamentablemente fueron eliminados por el Boulder Rapids Reserve en la segunda ronda.

### Afliación a la USL
El equipo se unió a la USL Premier Development League para el año 2005, donde su primera temporada fue bastante mala, ya que solo ganaron un partido, ante el Nevada Wonders en julio, además de perder puntos en la mesa por alinear jugadores inelegibles para los partidos. La temporada 2006 no fue tan diferente y ese año el club fue vendido a nuevos dueños, los cuales decidieron desaparecer al equipo para concentrarse en el equipo de fútbol femenil San Diego Gauchos Women, el cual cambiarían su nombre por el de San Diego Sunwaves.

## Temporadas
| Year | División | League                | Reg. Season    | Playoffs         | Open Cup     |
| ---- | -------- | --------------------- | -------------- | ---------------- | ------------ |
| 2002 | 3        | USL D-3 Pro League    | 2.º, Western   | Cuartos de final | 2.ª ronda    |
| 2003 | 3        | USL Pro Select League | 3.º, Western   | No clasificó     | No clasificó |
| 2004 | 3        | USL Pro Select League | 2.º, Western   | Cuartos de final | 2.ª ronda    |
| 2005 | 4        | USL PDL               | 8.º, Southwest | No clasificó     | No clasificó |
| 2006 | 4        | USL PDL               | 8.º, Southwest | No clasificó     | No clasificó |

## Estadios
- Southwest Senior High School Sports Ground, San Diego, California 2003
- Southwestern College, Chula Vista, California 2004-05
- Balboa Stadium, San Diego, California 2004 (1 juego)
- Sweetwater High School, National City, California 2005
- Torrey Pines High School Field, San Diego, California 2005 (1 juego)
- Torero Stadium, San Diego, California 2006
- Otay Ranch High School Field, Chula Vista, California 2006 (2 juegos)
- Mar Vista Middle School Sports Field, San Diego, California 2006 (1 juego)

## Entrenadores
- Bob Maruca (2002-06)

## Jugadores

### Jugadores destacados
- Hérculez Gómez
- Justin Myers